# Riacho Fundo II
Riacho Fundo II è una regione amministrativa del Distretto Federale brasiliano.